# Clopidogrel
El clopidogrel, que es ven amb les marques Plavix i Deplat, entre d'altres, és un medicament antiagregant plaquetari que s'utilitza per reduir el risc de patir malalties del cor i ictus en persones amb alt risc. També s'empra juntament amb l'aspirina en atacs de cor i després de la col·locació d'un stent d'artèria coronària (teràpia antiplaquetària dual). Es pren per via oral. El seu efecte comença unes dues hores després de la ingesta i dura cinc dies.
Els efectes secundaris comuns inclouen mal de cap, nàusees, contusions fàcils, picor i ardor d'estómac. Els efectes secundaris més greus inclouen l'hemorràgia i la púrpura trombocitopènica trombòtica. Tot i que no hi ha proves de dany per l'ús durant l'embaràs, aquest ús no ha estat ben estudiat. El clopidogrel pertany a la classe de la tienopiridina de les antiplaquetàries. Funciona inhibint de manera irreversible un receptor anomenat P2Y 12 a les plaquetes.
Clopidogrel va ser patentat el 1982 i aprovat per a ús mèdic el 1997. Està a la llista de medicaments essencials de l'Organització Mundial de la Salut. El 2020, va ser el 29è medicament més prescrit als Estats Units, amb més de 19 milions de receptes. A Espanya està comercialitzat com EFG, Agrelan, Iscover, Plavix, Vatoud i Maboclop.